# Mary Cain
Mary Cain (* 3. Mai 1996) ist eine US-amerikanische Mittel- und Langstreckenläuferin.

## Werdegang
Über 1500 m wurde sie 2012 Sechste bei den Leichtathletik-Juniorenweltmeisterschaften in Barcelona. Im Jahr darauf qualifizierte sie sich als US-Vizemeisterin für die Leichtathletik-Weltmeisterschaften 2013 in Moskau, bei denen sie Zehnte wurde.
2014 stellte sie mit 2:35,80 min den aktuellen U20-Hallenweltrekord über 1000 m auf und wurde US-Hallenmeisterin über 1500 m. Bei den Juniorenweltmeisterschaften in Eugene siegte sie über 3000 m.
2019 erhob sie schwere Vorwürfe gegen das kurz zuvor eingestellte Nike Oregon Project, dem sie sich im November 2013 angeschlossen hatte, und dessen Leiter Alberto Salazar. Salazar habe sie systematisch zum Abnehmen gedrängt und sie zur Einnahme von Antibabypillen und Diuretika genötigt. 
Infolgedessen habe sie fünf Knochenbrüche erlitten, ihr Menstruationszyklus habe drei Jahre lang ausgesetzt, und schließlich habe sie über Suizid nachgedacht. Salazars ehemaliger Assistenztrainer Steve Magness bestätigte die Vorwürfe.

## Persönliche Bestzeiten
- 800 m: 1:59,51 min, 1. Juni 2013, Eugene
  - Halle: 2:02,75 min, 31. Januar 2015, New York City
- 1000 m: 2:38,57 min, 13. Juni 2015, New York City
  - Halle: 2:35,80 min, 8. Februar 2014, Boston
- 1500 m: 4:04,62 min, 17. Mai 2013, Los Angeles
  - Halle: 4:06,63 min, 24. Januar 2014, Boston (Zwischenzeit)
- 1 Meile: 4:39,28 min, 26. April 2012, Philadelphia
  - Halle: 4:24,11 min, 24. Januar 2014, Boston
- 3000 m: 8:58,48 min, 24. Juli 2014, Eugene
- 5000 m: 15:45,46 min, 8. Juni 2013, Portland